# Xixianykus
Xixianykus este un gen de dinozaur teropod alvarezsaurid din epoca Cretacicului Târziu, descoperit în China.